# Andrea Amadio
Andrea Amadio (Venezia, ... – post 1450) è stato un miniatore italiano.
Di lui non si hanno informazioni biografiche.

## Opere
È ricordato principalmente per le illustrazioni, datate tra il 1415 e il 1449, per il Libro dei semplici (noto come Codice Rinio, dal proprietario Benedetto Rinio), scritto dal medico Niccolò Roccabonella di Conegliano. Si tratta di un libro di botanica che ebbe enorme successo ed apprezzamento all'epoca come nei secoli successivi. L'erbario padovano, El libro agregà de Serapion (Londra, British Museum, Egerton Ms.2020), scritto e miniato per Francesco II da Carrara, tra il 1390 e il 1403 è il modello per trenta delle sue illustrazioni.